# Gaston Godel
Gaston Godel, född 19 augusti 1914 i Givisiez, död 17 februari 2004 i Domdidier, var en schweizisk friidrottare.
Godel blev olympisk silvermedaljör på 50 kilometer gång vid sommarspelen 1948 i London.